# 長鳥村
長鳥村（ながとりむら）は、かつて新潟県刈羽郡にあった村。

## 沿革
- 1889年（明治22年）4月1日 - 町村制施行に伴い刈羽郡西長鳥村、東長鳥村が合併し、長鳥村が発足。
- 1901年（明治34年）11月1日 - 刈羽郡北条村、南条村、小澗村、広田村と合併し、北条村を新設して消滅。